# Tantulocarida
Tantulocarida è una sottoclasse di crostacei marini.
Si tratta di un gruppo altamente specializzato di crostacei parassiti che consta all'incirca 33 specie, considerate come una sottoclasse dei Hexanauplia (che comprende anche copepodi e cirripedi). Sono tipicamente ectoparassiti che infestano copepodi, isopodi, tanaidacei, anfipodi e ostracodi

## Descrizione
I membri di questa sottoclasse sono minuscoli: misurano meno di 0,3 millimetri di lunghezza e hanno un corpo notevolmente più piccolo rispetto ad altri crostacei, con un torace non segmentato, simile a un sacco, e un addome molto ridotto. Una specie di tantulocaridi, Tantulacus dieteri, è il più piccolo artropode al mondo, con una lunghezza totale del corpo di soli 85 micrometri.

## Biologia
Il ciclo di vita dei tantulocaridi è unico. Lo stadio larvale si chiama tantulus ed è adatto alla vita sia in acque libere, sia parassitaria. Non segue il solito ciclo di muta tipico dei crostacei; l'adulto maturo si sviluppa all'interno di una larva tantulus parassita attaccata, succhiandole i nutrienti attraverso un cordone ombelicale.